# 제프 베이조스
제프리 프레스턴 조겐슨(Jeffrey Preston Jorgensen, 1964년 1월 12일 ~)은 제프 베조스(Jeff Bezos)라는 이름으로 알려진 미국의 기술 관련 기업가이자 투자자이다. 아마존닷컴의 설립자이자 최고 경영자(CEO)로 잘 알려져 있다. 프린스턴 대학교를 졸업하고 1994년에 아마존닷컴을 설립하였다. 아마존에서는 처음에 인터넷 상거래를 통해 책을 판매하였으며, 이후에 넓고 다양한 상품을 판매하고 있다. 1999년에 《타임》지의 올해의 인물에 선정되었다.
2000년 블루 오리진(Blue Origin)사를 설립하고 우주여행선 프로젝트를 진행하고 있다. 2013년 워싱턴포스트를 인수했다.

## 생애
베조스는 1964년 1월 12일, 미국 뉴멕시코 앨버커키에서 태어났다. 태어날 당시, 그의 어머니는 17세의 고등학생이었다. 제프 베이조스의 아버지의 이름은 테드 조겐슨(Ted Jorgensen)이었으나, 제프 베이조스가 4살 때 부모님이 이혼하고 어머니가 미겔 베이조스(Miguel Bezos)와 재혼함에 따라 그의 성씨는 베이조스로 바뀌었다. 미겔 베이조스는 훗날 석유기업인 엑손(EXXON) 경영진에 오르는 등 제프 베이조스의 롤 모델(Role Model)이 되었을 뿐 아니라 제프 베이조스가 아마존을 설립할 때 그 첫 투자자가 되었다.
제프 베이조스에게 영향을 미친 또 다른 이는 외할아버지 프레스턴 자이스(Preston Gise)였다. 프레스턴은 젊은 시절 국방부의 연구 기관인 DARPA 우주 공학 미사일 방어 시스템 분야의 전문가로 일했으며 원자력위원회에서 활동하기도 했다. 제프 베이조스는 16살이 될 때까지 매년 여름 방학을 텍사스에 있는 외할아버지의 농장에서 보내었는데, 이때의 경험들이 기업가의 꿈을 키우는데 중요한 영양분이 되었다고 밝혔다.

### 세계 최고 부자
2018년 9월, 아마존 주가가 올라 시총 1조 달러를 돌파했다. 아마존 주식의 16%를 베이조스가 갖고 있어서, 베이조스의 재산은 190조 원이 되었다. 세계 2위 부자다.(구 1등) 개인재산 1000억 달러 돌파는 1999년 빌 게이츠 이후 2017년 베이조스가 두 번째다.

## 같이 보기
- 타임 올해의 인물
- 세계 부자 순위